# 433rd Airlift Wing

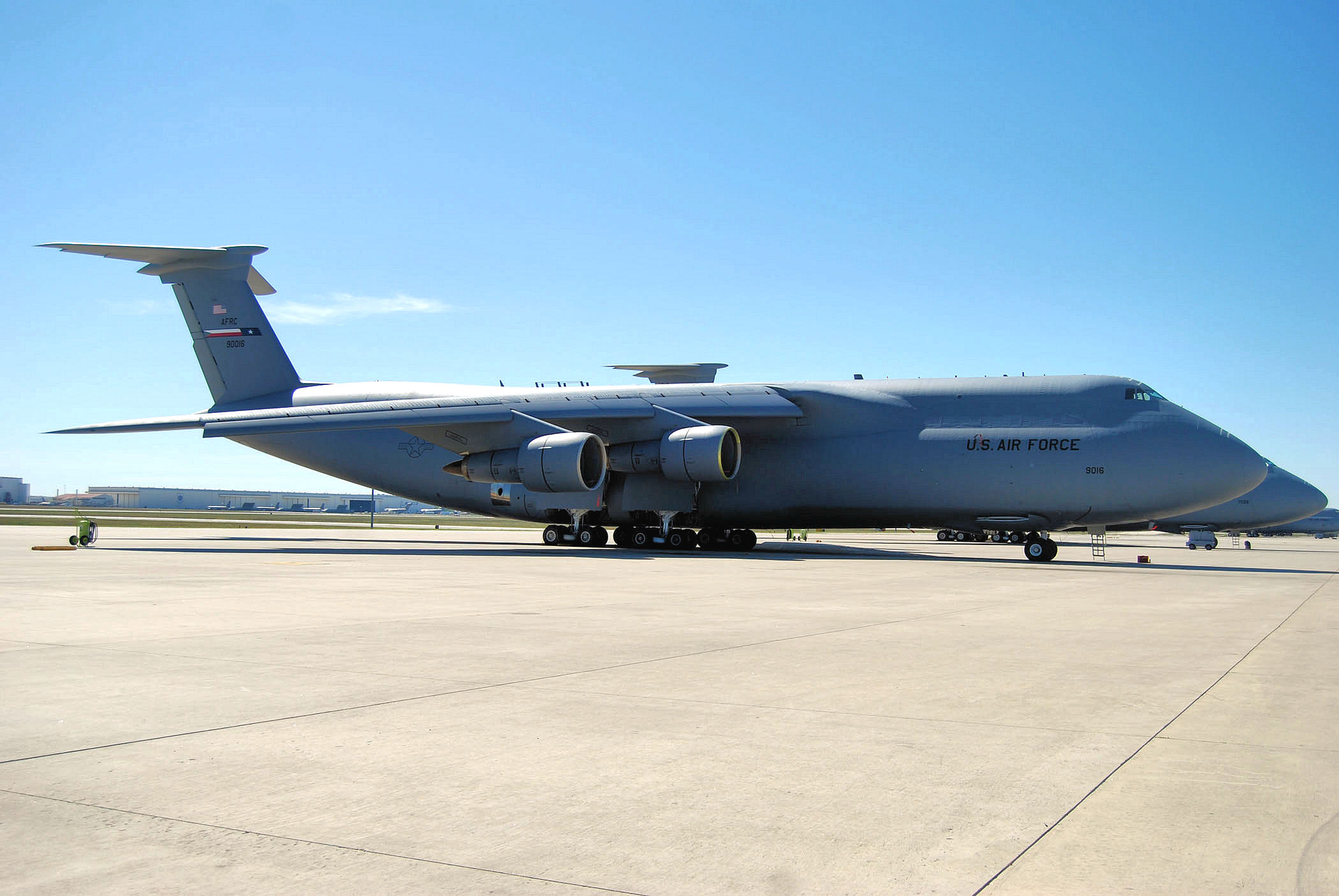
C-5M dello Stormo

Il 433rd Airlift Wing è uno Stormo da Trasporto della Air Force Reserve Command, inquadrato nella Fourth Air Force. Riporta direttamente all'Air Education and Training Command. Il suo quartier generale è situato presso la Joint Base San Antonio-Lackland, in Texas.

## Missione
Lo stormo ha assunto la responsabilità dell'addestramento avanzato sui C-5 Galaxy.

## Organizzazione
Attualmente, al settembre 2017, esso controlla:
- 433rd Operations Group, striscia di coda con la bandiera del Texas
  - 433rd Operations Support Squadron
  -  356th Airlift Squadron, Formal Training Unit - Equipaggiato con 8 C-5M
  - 733rd Training Squadron
  - 433rd Contingency Response Flight
  - 433rd Airlift Control Flight
  - 433rd Aeromedical Evacuation Squadron
- 433rd Maintenance Group
  - 433rd Aircraft Maintenance Squadron
  - 433rd Maintenance Squadron
- 433rd Mission Support Group
  - 26th Aerial Port Squadron
  - 74th Aerial Port Squadron
  - 433rd Civil Engineer Squadron
  - 433rd Force Support Squadron
  - 433rd Logistics Readiness Squadron
  - 433rd Security Forces Squadron
- 433rd Medical Group
  - 433rd Aeromedical Staging Squadron
  - 433rd Aerospace Medicine Squadron
  - 433rd Medical Squadron